# Вільядемор-де-ла-Вега
Вільядемор-де-ла-Вега (ісп. Villademor de la Vega) — муніципалітет в Іспанії, у складі автономної спільноти Кастилія-і-Леон, провінція Леон. Населення — 390 осіб (2013).
Муніципалітет розташований на відстані близько 260 км на північний захід від Мадрида, 37 км на південь від Леона.

## Демографія
Динаміка населення (INE ):

## Галерея зображень

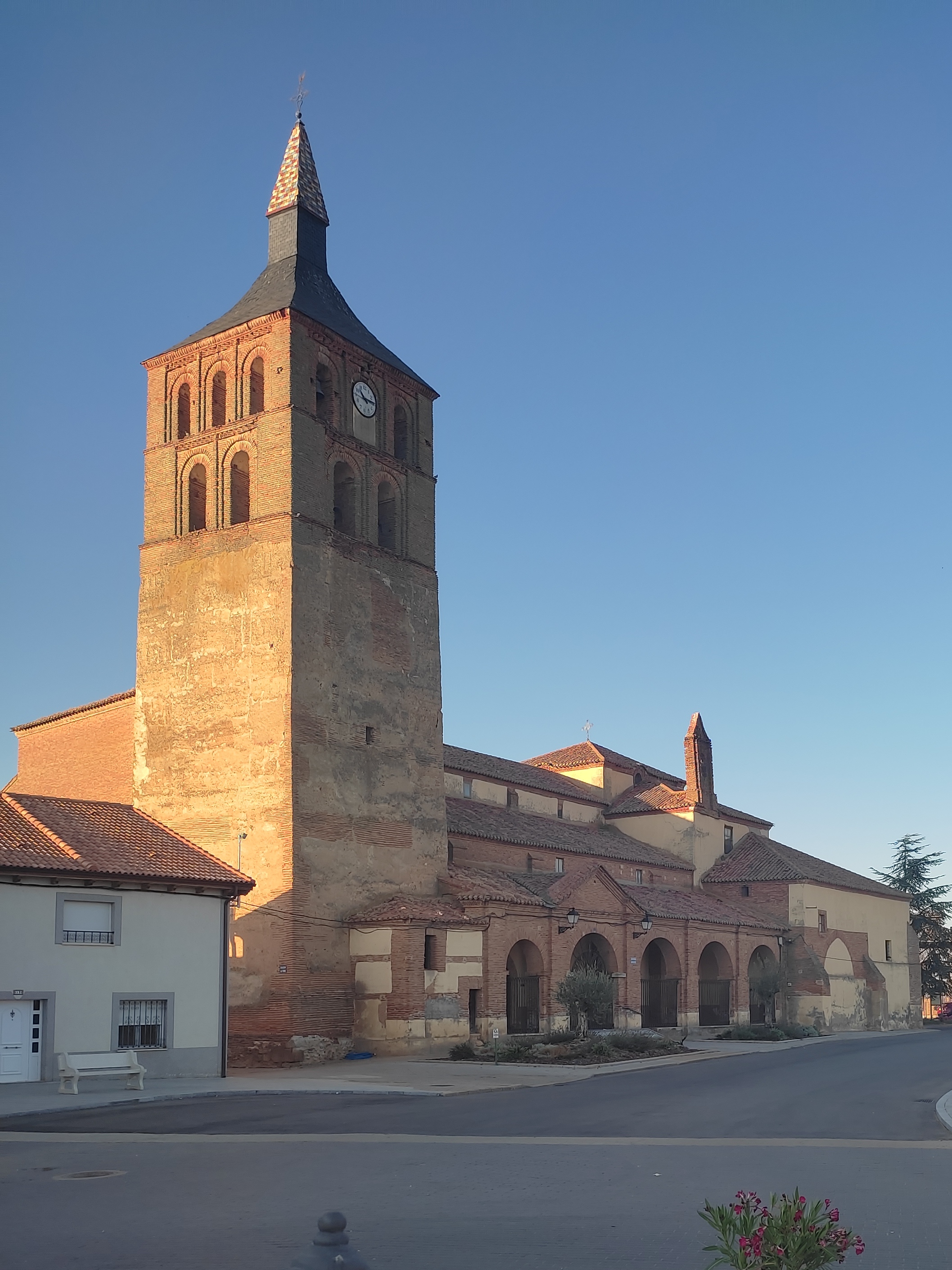
Дзвіниця церкви Сан-Педро
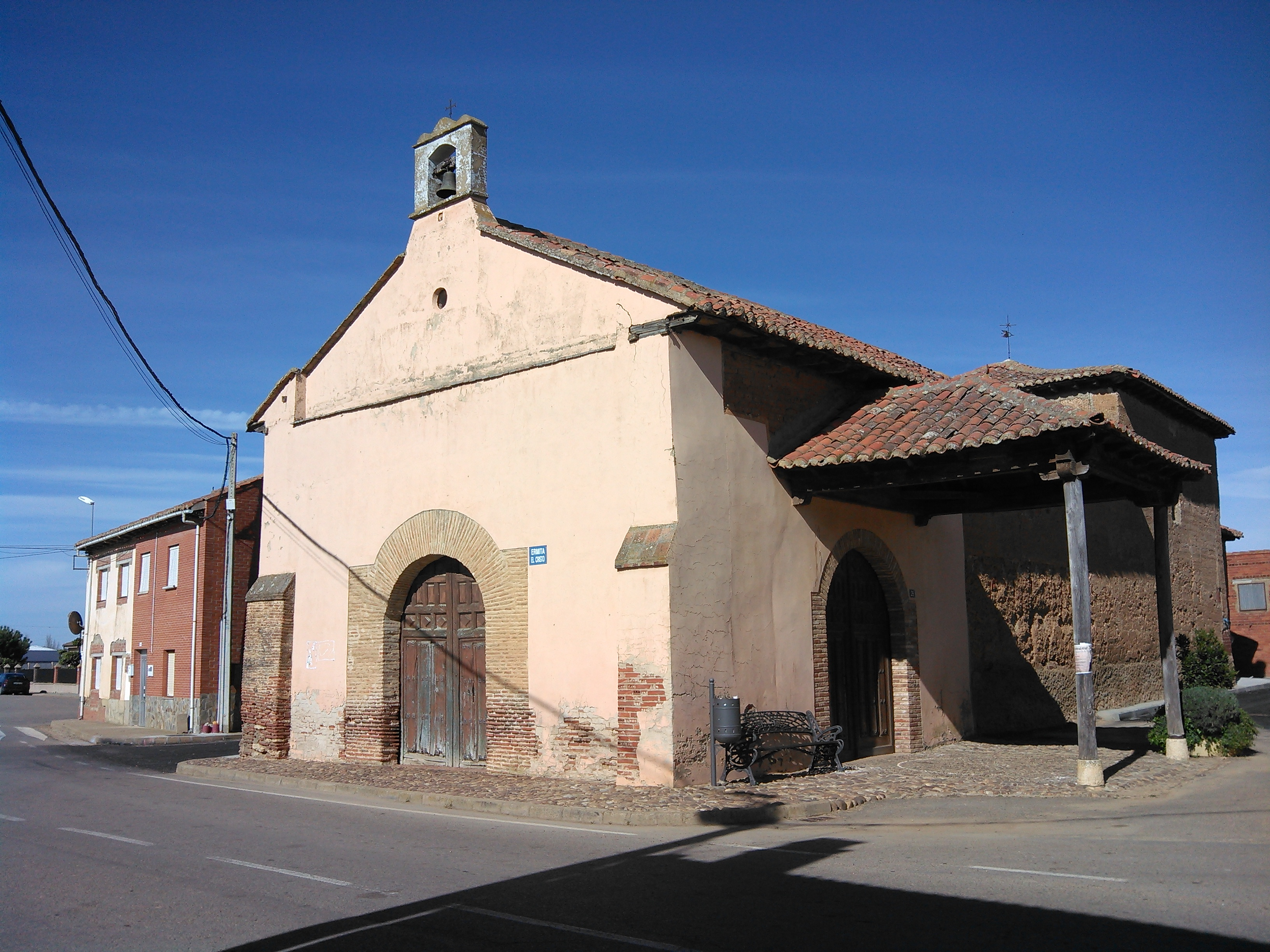
Церква Ель-Крісто